# Balázs Laluska
Balázs Laluska (20 de junio de 1981, Szeged, Hungría) es un ex-lateral derecho profesional húngaro de balonmano que jugó durante 12 años en la selección nacional, desde el 2000 hasta el 2012.
Jugó 148 partidos con la selección anotando 205 goles.

## Carrera
Comenzó a jugar en el SC Pick Szeged a los 17 años, compartiendo equipo, entre otros con László Nagy o Dániel Buday. Con su equipo consiguió varios subcampeonatos y terceros puestos en la liga, pero nunca la ganó debido a la hegemonía impuesta por el Veszprém KC, que ganó 9 consecutivas. En 2004, participó en los Juegos Olímpicos de Atenas, finalizando en cuarta posición.
En 2005, fichó por el Ademar León dejando el equipo que le vio crecer después de siete años. Con los españoles, consiguió dos terceros puestos en la Liga ASOBAL en los años 2007 y 2008, además de llegar a la final en la Recopa de Europa, Copa ASOBAL y en la Copa del Rey, pero perdiendo en todas las finales.
Después de 3 años en España, volvió por un año al Pick Szeged, marchando en 2009, al equipo esloveno RK Koper, donde también estuvo una sola temporada.
En 2010, recaló en el equipo más potente de Hungría el Veszprém KC, ganando el doblete los dos primeros años. En el verano de 2012, acudió a los Juegos Olímpicos, quedando al igual que en 2004 en cuarta posición, pero no fue convocado para el Campeonato del Mundo de 2013 celebrado en España.

## Equipos
- SC Pick Szeged (1998-2005)
- Ademar León (2005-2008)
- SC Pick Szeged (2008-2009)
- RK Koper (2009-2010)
- Veszprém KC (2010-2014)
- Montpellier HB (2014-2015)
- FKSE Algyö  (2015-2016)

## Palmarés

### Veszprém KC
- Liga de Hungría (2011, 2012, 2013 y 2014)
- Copa de Hungría (2011, 2012, 2013 y 2014)